# Война в Афганистан (2001 – 2021)
Войната в Афганистан е военен конфликт в Афганистан, който продължава от 2001 г. до 2021 г. след инвазията на коалицията от държави, водена от Съединените американски щати, срещу режима на талибаните. Това е най-дълго продължилата война в американската история, като успява да задмине с близо 5 месеца войната във Виетнам.
Военните действия в Афганистан се водят от 2 основни чуждестранни сили, опитващи да установят контрол над страната. Операция трайна свобода (OTC) е американска военна операция, изпълнявана с известен брой международни съюзници главно в източните и южни части на страната, по границата с Пакистан. Около 28 300 американски военнослужещи са част от OTC. Втората операция е дело на НАТО (ISAF) и към декември 2008 включва 51 350 войници от 41 държави, повечето от страни членки на блока. САЩ имат около 19 950 военнослужещи към силите на ISAF.
През октомври 2001, в отговор на атентатите от 11 септември същата година, армията на САЩ, заедно с военни части на техните съюзници Великобритания, Канада, Австралия и Северния съюз, започва военни действия срещу Афганистан. Американски и британски самолети бомбардират цели в продължение на седмици, след което в началото на 2002 е даден старт и на сухопътната фаза. По-късно се създават и силите на НАТО с цел подобряване на сигурността в държавата.
Целта на операцията е да се залови Осама бин Ладен, който според американското правителство стои зад атентатите от 9/11. Като второстепенна цел се посочва и премахването на ислямисткия режим на талибаните, който управлява държавата след оттеглянето на съветските войски в края на последната война в Афганистан.
Първоначално талибаните са свалени от власт и мнозина от лидерите им избити, но от 2006 нататък те значително подобряват позициите си и вече контролират големи райони от Афганистан. Производството на наркотици отбелязва рекордни нива, а жертвите за коалицията се покачват неизменно след средата на 2006. През 2008 и 2009 муджахидините поемат контрола на големи части от провинцията и централното правителство губи реална власт извън столицата Кабул и заобикалящите я департаменти.
На 2 май 2011 американски командоси убиват Осама бин Ладен по време на секретна операция в град Аботабад, северно от Исламабад, Пакистан.
На 29 февруари 2020 г. САЩ и талибаните подписват мирно споразумение в Доха, което задължава американските войски да напуснат Афганистан в рамките на 14 месеца, в случай че талибаните сътрудничат в рамките на споразумението и не позволяват на свои членове или други групи, в това число Ал-Кайда, да застрашават сигурността на американците и техните съюзници.
След встъпването в длъжност на Джо Байдън, датата за изтегляне е първоначално отложена от 1 май 2021 г. за 11 септември 2021 г., а впоследствие – 31 август 2021 г. Талибаните отхвърлят предложението и след като първоначалната дата изтича, започват мащабна офанзива, при която завземат по-голямата част от Афганистан, а самата столица Кабул на 15 август 2021 г. Същия ден афганистанският президент Ашраф Гани бяга със самолет за ОАЕ, а талибаните обявяват победа и край на войната. На 16 август Байдън потвърждава, че властта вече е на талибаните, като в страната остават само войски, които да помагат при евакуациите.

## Жертви
Следната таблица представлява статистика за жертвите във войната. Цитираните жертви не включват служители на частни охранителни фирми, мнозинството от които са граждани на САЩ. Към края на октомври 2011 над 1700 от тях са изгубили живота си в Афганистан, а близо 60 000 са били ранени.
Информацията е обновена за последно на 31 октомври 2013 г.
| Американски войници                           | 2289 загинали | [ 10 ] [ 11 ] |
| Войници от други държави от коалицията и HATO | 1104 загинали |               |

Освен САЩ следните държави (или организации) са дали жертви в Афганистан:
- Великобритания – 445 загинали
- Канада – 158 загинали
- Франция – 86 загинали
- Германия – 54 загинали
- Италия – 48 загинали
- Дания – 43 загинали
- Австралия – 40 загинали
- Полша – 38 загинали
- Испания – 34 загинали
- Грузия – 27 загинали
- Нидерландия – 25 загинали
- Румъния – 21 загинали
- Турция – 14 загинали
- Нова Зеландия – 11 загинали
- Норвегия – 10 загинали
- Естония – 9 загинали
- Унгария – 7 загинали
- България - 5 загинали
- Чехия – 5 загинали
- Швеция – 5 загинали
- Латвия – 4 загинали[12][13][14]
- Йордания – 2 загинали
- Португалия – 2 загинали
- Финландия – 2 загинали
- Албания – 1 загинал
- Белгия – 1 загинал
- Литва – 1 загинал
- Словакия – 1 загинал
- Южна Корея – 1 загинал